# Голубых, Виталий Антонович
Виталий Антонович Голубых (10 июня 1939, Уральск) — советский шахматный композитор; мастер спорта СССР по шахматной композиции (1971). Рабочий. С 1957 опубликовал 70 задач разных жанров, преимущественно трёх- и многоходовки чешского стиля (см. Чешская школа в шахматной композиции). На конкурсах удостоен 20 отличий (в том числе 7 первых призов). В 9-м чемпионате СССР (1969) занял 2-е место по разделу многоходовок. 5-кратный чемпион Казахстанской ССР по шахматной композиции.